# Eri-TV
Eri TV, acronimo di Eritrean Television, è l'ente televisivo pubblico dell'Eritrea. Trasmette da Asmara in tigrino, inglese, arabo, tigré, somalo, oromigna, italiano ed amarico.

## Storia
Eri TV fu fondata nel 1993, dopo il referendum sull'indipendenza dall'Etiopia, che ebbe un esito positivo.
Nel 2003 iniziò a diffondere i propri programmi anche via satellite e via internet in streaming per raggiungere la diaspora eritrea.
Offre notiziari 24 ore su 24, talk show e programmi culturali, ricreativi, sportivi e didattici. Molti programmi sono acquistati all'estero dai grandi gruppi televisivi europei, che producono anche nelle lingue maggiormente diffuse nel continente africano.
I canali Eri-TV sono molto seguiti anche in altri Paesi africani grazie alla particolare attenzione rivolta all'uso di differenti lingue sia all'interno dello Stato che all'estero.
Eri-TV opera sotto il diretto controllo del Ministero dell'informazione dell'Eritrea.

### Lingue
A causa delle varie lingue parlate in questo contesto geografico, le principali trasmissioni sono diffuse in tigrino, inglese ed arabo, con qualche spazio in tigré, somalo, oromigna, italiano ed amarico.

## Amministrazione
In seguito alla Guerra d'indipendenza dell'Eritrea, Seyoum Tsehaye, membro del Fronte di Liberazione del Popolo Eritreo (EPLF) e giornalista di guerra, divenne il primo dirigente della Eri-TV. Fu arrestato nel 2001 dopo aver preso pubblicamente posizione a favore della democrazia.

## Servizi

### Televisione
| Nome     | Sede   | Тipo                                                         | Lancio | Lingua                                                                |
| -------- | ------ | ------------------------------------------------------------ | ------ | --------------------------------------------------------------------- |
| Eri-TV 1 | Asmara | generalista (soprattutto notiziario, musica, fiction e film) | 1993   | tigrino, inglese, arabo, tigré, somalo, oromigna, italiano ed amarico |
| Eri-TV 2 | Asmara | programmi didattici, tra cui inglese, matematica e scienze   |        | tigrino, inglese, arabo, tigré, somalo, oromigna, italiano ed amarico |
| Eri-TV 3 | Asmara | informazione sportiva                                        |        | tigrino, inglese, arabo, tigré, somalo, oromigna, italiano ed amarico |

## Ricezione

### Satellite[7]
| Satellite          | Intelsat 19 | NSS 12      | Badr 4    | Arabsat 5C | Eutelsat 8 West B | Arabsat 5A |
| Posizione orbitale | 166.0° Est  | 57.0° Est   | 26.0° Est | 20.0° Est  | 8.0° Ovest        | 30.5° Est  |
| Bouquet            | /           | /           | /         | /          | /                 | /          |
| Canali             | ERI TV 1    | ERI TV 1    | ERI TV 1  | ERI TV 1   | ERI TV 1          | ERI TV 2   |
| Frequenza          | 12606 MHz   | 11605 MHz   | 11938 MHz | 3884 MHz   | 11137 MHz         | 12726 MHz  |
| Polarizzazione     | Orizzontale | Orizzontale | Verticale | R          | Verticale         | Verticale  |
| SR                 | 30000       | 45000       | 27500     | 27500      | 27500             | 2000       |
| FEC                | 5/6         | 5/6         | 5/6       | 5/6        | 3/4               | 3/4        |
| Modulazione        |             | QPSK        |           |            | 8PSK              |            |